# Gandersheimskrinet
Gandersheimskrinet är ett runristat relikskrin av valrosstand med bronsbeslag, funnet i klostret i Gandersheim i Tyskland. Skrinet har en höjd på 12,6 cm. Det förvaras nu i Anton-Ulrich-Museum i Braunschweig. Det är sannolikt ett anglosaxiskt arbete, eftersom det är prytt med senkeltisk flätbandsornamentik och djurornamentik från omkring 800 e.Kr. Runinskriften, som löper längs bottnen, har tytts: "Heliga jungfru, var ett ljus för Ditt Ely". Detta gör att man antagit att skrinet kommer från klostret Ely i Ely i England, vilket förstördes av danska vikingar år 886 e.Kr.